# Gallauistöck
Gallauistöck (alternativt: Gallouwisteck) är ett berg på gränsen mellan kommunerna Guttannen och Innertkirchen i kantonen Bern i Schweiz. Det är beläget i Bernalperna, cirka 70 kilometer sydost om huvudstaden Bern. Berget ligger norr om Ritzlihorn. Toppen på Gallauistöck är 2 869 meter över havet.